# Жевріз Еман
Жевріз Еман  (фр. Gevrise Emane, 27 липня 1982) — французька дзюдоїстка, олімпійська медалістка.

## Виступи на Олімпіадах
| Олімпіада   | Дисципліна             | Місце |
| ----------- | ---------------------- | ----- |
| Пекін 2008  | середня категорія      | =16   |
| Лондон 2012 | напівсередня категорія | 3     |
| Ріо 2016    | середня категорія      | 9     |